# Pom und Teddy
Pom und Teddy ist ein von François Craenhals im realistischen Stil gezeichneter frankobelgischer Comic.

## Handlung
Teddy wächst zusammen mit Maggy als Waise in einem Zirkus auf. Sein Haustier ist ein Esel, den er Pom getauft hat. Durch die Zirkustourneen machen sie praktisch auf allen Kontinenten halt, wo sie in allerlei gefährliche Abenteuer hineingeraten. In allen Lebenslagen können sie auf den bärenstarken Tierwärter Taras Bulba zählen.

## Hintergrund
François Craenhals war für den Text und die Zeichnungen der Abenteuerreihe verantwortlich. Im Jahre 1959 lieferte André Fernez den Text für zwei Episoden. Die Serie erschien zwischen 1953 und 1968 in der belgischen und von 1954 bis 1986 in der französischen Ausgabe von Tintin. Einige Kurzgeschichten kamen in Tintin Sélection und Super Tintin heraus. Le Lombard begann 1956 die Albenausgabe, die 1977 vom Verleger Michel Deligne und 1980 von Bédéscope weitergeführt wurde. Die Gesamtausgabe von 2012 stammte von BD Must. Im deutschen Sprachraum veröffentlichte Feest die erste Geschichte in der Reihe Abenteuer Classics.

## Albenlange Geschichten
- Le Cirque Tockburger (1953–1954)
- Le Microfilm (1954–1955)
- Le Talisman noir (1955–1956)
- Le Secret du Balibach (1956–1957)
- Zone interdite (1958)
- Texas Boy (1959)
- Le Léopard des neiges (1961)
- Des copains et des hommes (1962–1963)
- Le Bouddha des eaux (1963)